# Империя Хань
Империя Хань (кит. трад. 漢朝, упр. 汉朝, пиньинь Hàn cháo, палл. Хань чао; 202 до н. э. — 220 н. э.) — китайская империя, в которой правила династия Лю, и период истории Китая после империи Цинь перед эпохой Троецарствия. Свидетельством успеха ханьской внутренней политики стало то, что она просуществовала дольше любой другой империи в китайской истории. Её правление и институты послужили образцом для всех последующих. Более того, основная этническая группа китайцев по имени государства стала называться Хань.
Правящую в империи Хань династию основал Лю Бан. Начальный период (206 до н. э. — 9 н. э.) со столицей Чанъань носит название ранней Хань (кит. 前漢) или западной Хань (кит. 西漢). История этой империи изложена в письменном сочинении Ханьшу. Правление династии Лю прервалось на 16 лет в 8—23 годах н. э. в результате захвата власти родственником династии по женской линии Ван Маном (империя Синь).
Второй период (25—220) со столицей Лоян называется поздней Хань (кит. 後漢) или восточной Хань (кит. 東漢). Его история излагается в сочинении Хоу Ханьшу.

## История

### Западная Хань

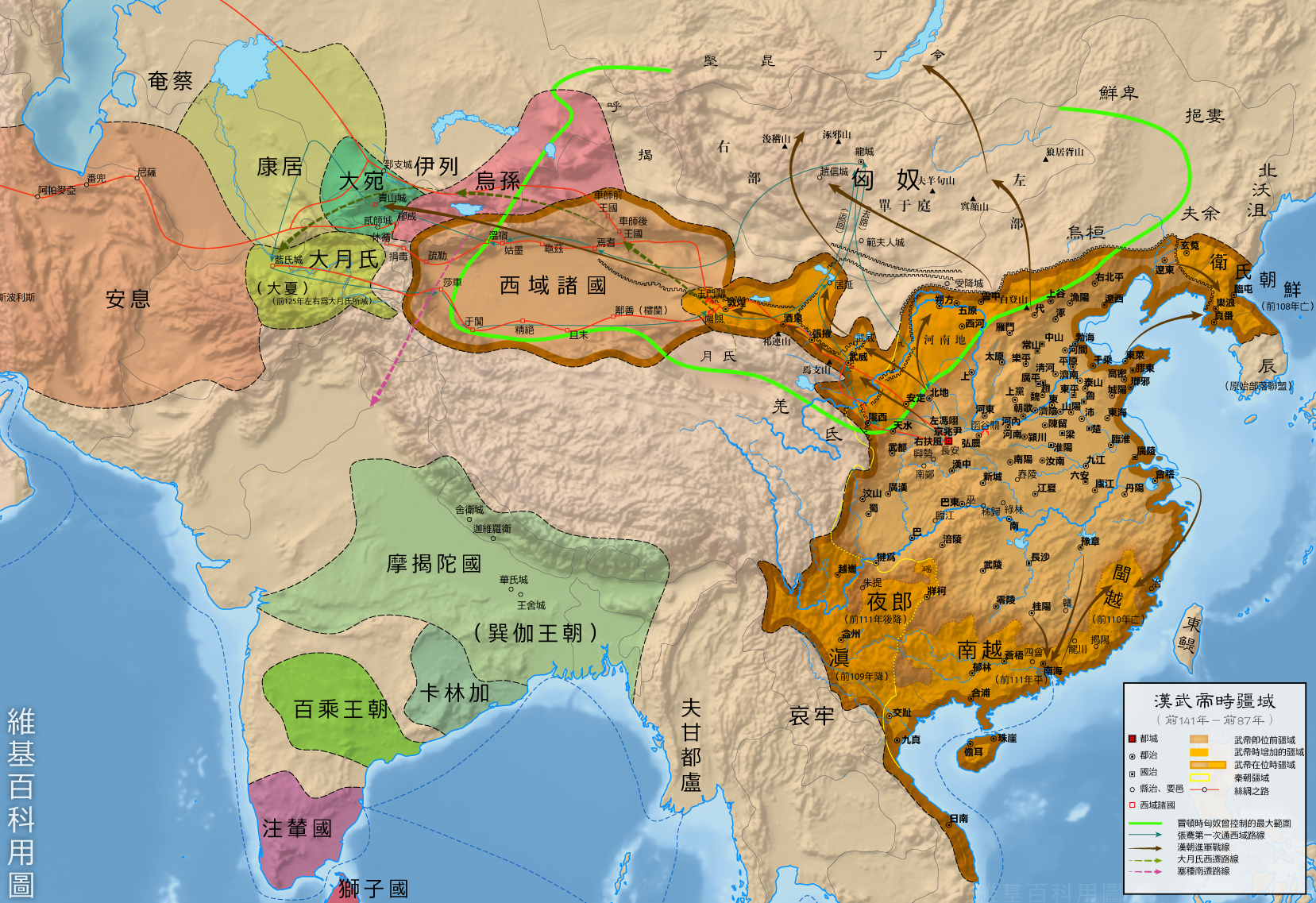
Император У-ди громит кочевников Хунну, захватывает Кочосон и Намвьет, вторгается в Фергану

Падение империи Цинь было вызвано рядом крупных мятежей знати бывших Сражающихся царств, направленных на восстановление своей государственности. Поводом послужил случай с 900 рабочими, которые из-за сильных дождей опаздывали на работы по постройке Великой Китайской стены. По тогдашним законам это каралось смертью. Вместо того, чтобы явиться к месту работ и быть там казнёнными, они образовали повстанческий отряд, который очень быстро вырос до 300 тысяч человек.
Основатель династии Лю Бан (посмертный титул Гао-цзу) происходил из крестьян. Лю Бан стал во главе повстанцев, которым удалось взять столицу Сяньян и свергнуть династию Цинь. Победив своего конкурента Сян Юя в последовавшей гражданской войне 206—202 гг. до н. э., он основал новую династию. Она вошла в историю под именем Первой, или Старшей, или Ранней, или Западной династии Хань.
Страна при первых ханьских императорах оставалась разделённой на крупные уделы, соответствующие бывшим самостоятельным царствам, но теперь большинство их было отдано в наследственное владение членам императорского клана Лю. Эти правители — ваны — сами управляли своими территориями и содержали собственные войска. После смерти Лю Бана вдовствующая императрица Люй-тайхоу начала постепенно замещать их своими родственниками из клана Люй, а на трон ставить малолетних императоров-марионеток. В конце концов это привело к революции, в ходе которой род Люй был вырезан, а на трон призван один из выживших сыновей Гао-цзу — Лю Хэн.
Лю Хэну (императору Вэнь-ди, правил в 180—157 гг. до н. э.) удалось стабилизировать государство и провести ряд экономических и социальных реформ, включая снижение налогов и смягчение наказаний. Вместе с принципиальным отказом Вэнь-ди от завоевательных войн и престижного строительства они обеспечили Китаю сравнительное благополучие и процветание, продолжившееся и при его наследнике Цзин-ди. При этом, однако, сохранялось скрытое противостояние между центральным правительством и старыми региональными элитами, время от времени выливавшееся то в мятежи ванов, то в гаремные перевороты. Крупные удельные царства постепенно раздроблялись между наследниками ванов, часть их территорий переводилась под управление назначаемых из центра чиновников, превращаясь в административные округа (цзюнь, 郡).
Седьмой император У-ди («Воинственный») правил дольше всех других представителей династии — со 140 по 87 год до н. э. Используя материальные и демографические ресурсы, накопленные страной при его предшественниках, он перешёл к агрессивной внешней политике. Начав с кампаний против хунну, он вскоре перешёл к завоевательным экспедициям на запад, на юг и на северо-восток, намного расширив территорию империи ценой больших людских и финансовых потерь. Войны требовали огромных расходов (а значит, повышения налогов и введения государственных монополий) и усиления административного контроля. Чтобы обеспечить контроль и ослабить региональные элиты, У-ди стал укреплять и расширять слой профессиональных чиновников, сделав государственной идеологией конфуцианство. Это патерналистское учение, ставящее во главу угла строгую социальную иерархию и самоотречённое исполнение общественного долга, на многие века стало основой китайской официальной культуры.
Расширение контактов с другими странами не исчерпывалось войнами: именно при У-ди начал складываться Великий шёлковый путь. Для установления дипломатических союзов с народами Средней Азии У-ди организовал миссии Чжан Цяня, которые существенно расширили знания китайцев о западном мире.

### Кризис

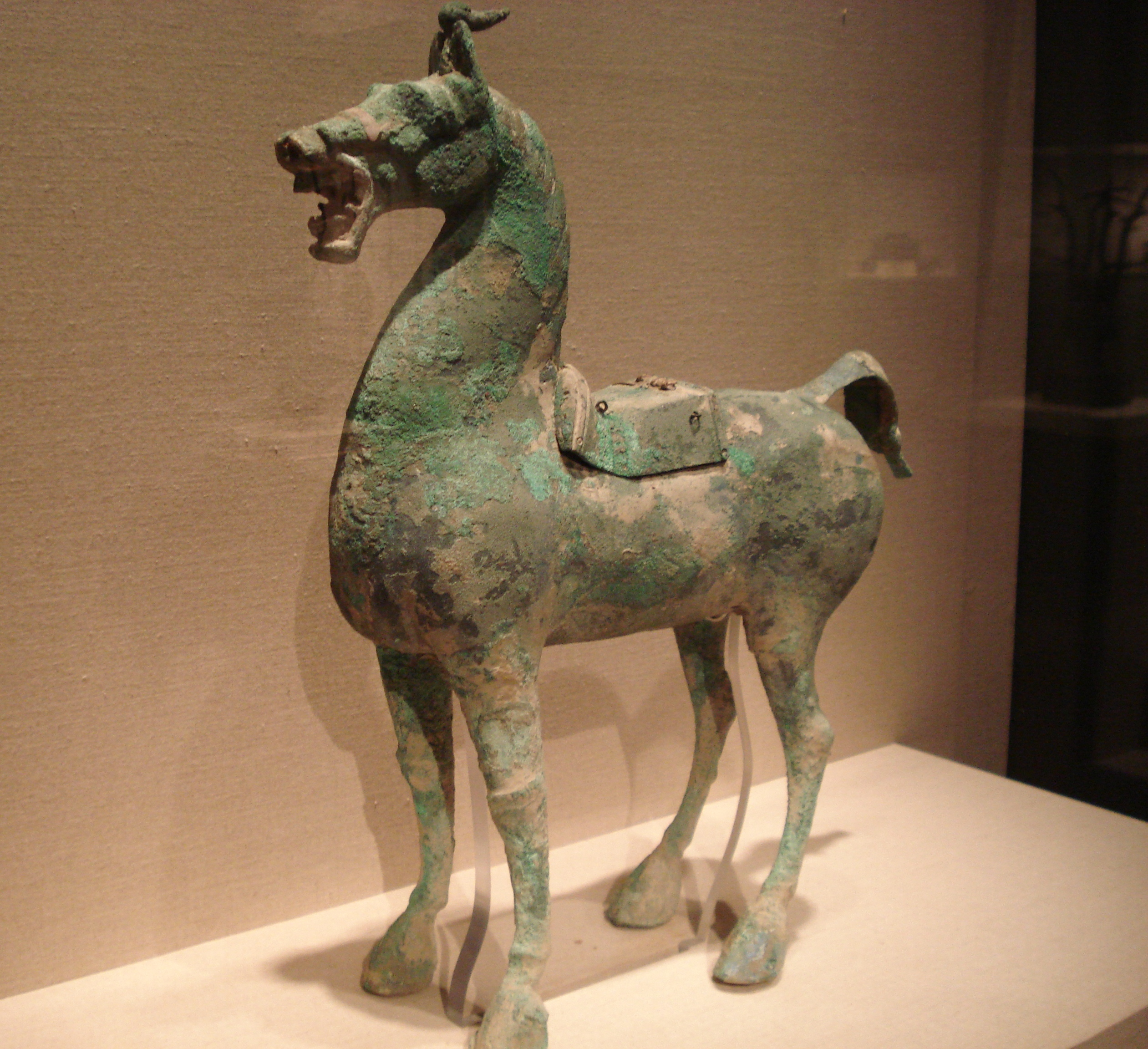
Бронзовая статуэтка ханьской эпохи.

Постоянное противостояние с кочевниками и забота о расширении западных границ империи истощали ресурсы страны, влекли повышение налогов и податей. Между тем каждое новое поколение императоров уделяло всё меньше внимания насущным вопросам государственной жизни, находясь в плену дворцовых сплетен и интриг.
Правления Чэн-ди и Пин-ди были ознаменованы соперничеством между супругами императоров и отсутствием явного наследника. Слабость императоров дошла до того, что Чэн-ди в угоду новой наложнице велел умертвить сыновей от других женщин. Смерть обоих императоров наступила неожиданно и породила множество слухов.
После смерти Пин-ди регентом был назначен его тесть Ван Ман, принадлежавший к могущественному клану Ванов. Ван Ман предпринял попытку спасти государство от грозившей ему пропасти путём проведения целого ряда преобразований. Он принял титул императора и попытался привлечь на свою сторону беднейшие слои населения. Стремясь ограничить частное земле- и рабовладение, узурпатор настроил против себя верхушку общества. Экономические реформы, призванные покрыть огромные расходы на боевые действия против хунну, не приносили ощутимых плодов.
Ван Ман оправдывал свои преобразования возвращением к традициям доимператорской эпохи, однако следствием их стал политический хаос. В провинциях орудовали шайки повстанцев, главари которых присвоили императорский титул. Наконец самые дерзкие из повстанцев, называвшие себя краснобровыми, вошли в императорскую столицу. Ван Ман был взят в плен, его обезглавили, а тело изрубили на куски. Как отмечали хронисты,

Голодные поедали друг друга. Убитых насчитывалось несколько сот тысяч. Столица превратилась в развалины.

### Восточная Хань
В результате победы движения «краснобровых» 5 августа 25 года Лю Сю, будущему императору Гуан У-ди, удалось вернуть власть фамилии Лю. Хотя на первых порах на престолонаследие претендовали разные лица, восстановленная династия Хань просуществовала до 220 года под названием Поздней (Хоу) или Восточной (Дун) Хань. Прежняя столица после периода восстаний находилась в развалинах, и императоры вместо её восстановления предпочли перебраться в Лоян, где в 68 г. был основан первый в Китае буддийский храм, Баймасы.
Вместе со столицей ханьские правители оставили в прошлом бесконечные интриги супруг императора и их родственников. Государство усилилось до такой степени, что нанесло решительные поражения кочевникам и предприняло попытки утвердиться в Средней Азии. В Китай («Серес») прибывали посольства из Средиземноморья, а ханьский разведывательный отряд во главе с Гань Ином добрался до Месопотамии. Солдаты Бань Чао, как считается, достигли Каспийского моря. Так далеко на запад китайские войска больше не зайдут до танского периода.

### Отношения с Римской империей
Ханьская и Римская империя были гегемонами противоположных концов Евразийского материка, однако в силу значительной удалённости сведения друг о друге у них были довольно скудные. Китайцы называли Рим (а потом и Византию) «Дацинь», дословно «Большая Цинь». Римляне называли Китай и китайцев seres, что значит «шёлковый» или «страна шёлка». Вероятнее всего, это слово происходит от китайского «сы» (絲, 丝 — шёлк). От этого названия произошло и латинское слово «serica» — «шёлк». О производстве и производителях шёлка пишет, в частности, Плиний Старший в «Естественной истории».

Древнейшие сведения о контактах Китая с Римом приводит историк Луций Анней Флор. Он сообщает, что ко двору Октавиана Августа прибыло, в числе прочих, посольство из Китая, которое провело в дороге четыре года, и что цвет их кожи служил убедительным доказательством того, что живут они под другим небом, нежели римляне. В I веке н. э. установился морской торговый путь между Европой и Китаем, посредниками на котором выступали ханьские данники Цзяочжи и кхмерская держава Фунань. В подтверждение этого приводят находки древнеримских монет в дельте Меконга (древняя гавань, упомянутая Птолемеем как Каттигара). 

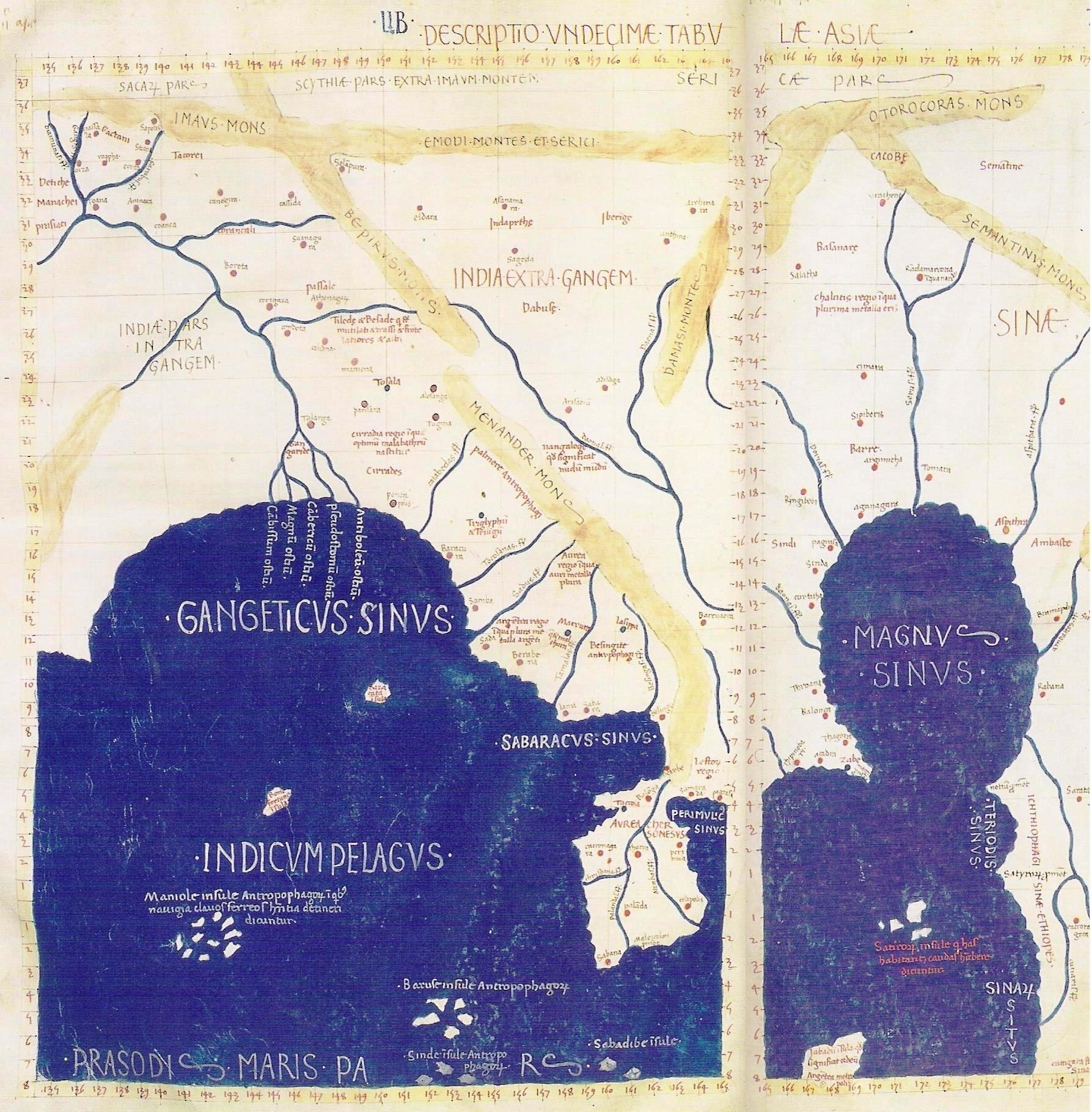
Китай (Sinae) на карте Птолемея.

По сообщению Плиния, четвёртая часть из 40 тысяч римских солдат, потерпевших под водительством Красса сокрушительное поражение от парфян под Каррами, была угнана победителями в Маргиану. По мнению Л. Н. Гумилёва, именно они приняли участие в первой Таласской битве с хуннами (36 г. до н. э.) и были впоследствии поселены в пределах Китая. Этот довод подтверждается недавними находками в Узбекистане римских табличек, оставленных солдатами легиона «Аполлинарис».
В 97 году 70-тысячная ханьская армия во главе с Бань Чао, намереваясь наказать тревоживших торговлю по Великому шёлковому пути степняков, перевалила через Тянь-Шань и разорила Среднюю Азию вплоть до Мерва. Судя по всему, они действовали в союзе с парфянским царём. В Рим был направлен посланник по имени Гань Ин, однако, введённый в заблуждение парфянами относительно продолжительности морского пути в Рим, он не продвинулся далее Месопотамии. В «Хоу Ханьшу» приведены собранные им сведения о Дацине, в частности, речь идёт о производившихся там изделиях и о назначаемости императоров в эпоху Нервы.

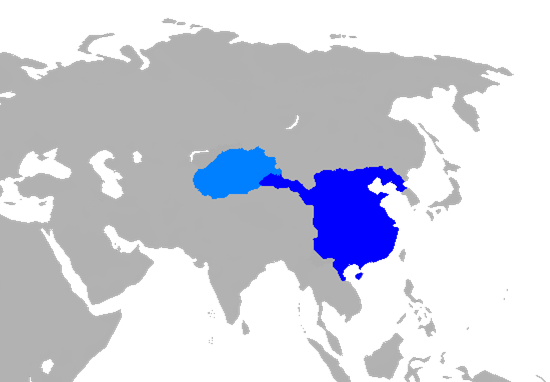
Империя Хань в 100 году до н. э.

Из сочинения Птолемея узнаём о путешествии до Ташкургана в нынешнем Синьцзяне, совершённом вскоре после того знатным римлянином Татианом. О том, что некоторые морские посольства достигали и самой столицы ханьских императоров, известно из «Хоу Ханьшу», которая упоминает о прибытии послов из Дациня в 161, 284 и 230-х гг. Впрочем, описания их приношений императору (например, изделия из кости носорога) свидетельствуют о том, что приобретались они где-то по дороге, скорее всего, в Индокитае.

### Отношения с Индией
Хотя контакты существовали и раньше, во времена Хань началось серьёзное проникновение индийских товаров и идей в империю. Во время поисков союзников против хунну (изначально планировалось заручиться помощью юэчжэй), Чжан Цянь обнаружил на рынке в Бактрии сычуаньские посохи, привезённые в Бактрию из Индии, а туда из Китая. Китайское правительство не знало о существовании этого торгового маршрута. Было принято решение поставить торговлю под контроль казны. Попытки Хань У-ди проложить сухопутный путь в Индию через Индокитай не увенчались успехом. Зато началось постепенное освоение китайцами земель к западу от Хэси, регион стал известен как Сиюй. Быстро стало понятно, что даже при чудовищном перенапряжении сил Хань не удастся присоединить к себе государства западнее Яркенда.
Экспедиции, посланные Бань Чао и его сыном Бань Юном, собрали сведения о заграничных землях. В том числе и о Тяньчжу (天竺) или Цзюаньду (身毒), то есть Индии. Как указано в Хоу Ханьшу: климат жаркий и влажный, земли низки, жители схожи с юэчжами в обычаях, но слабее. Столица находится на реке. Сражаются на слонах. Верят в Будду. От убийств и войн отвращаются. Есть несколько десятков независимых городов и княжеств, они были покорены кушанами, которые поставили наместника. Добывают металлы, рога носорога и панцири черепах. Торгуют с Римом, откуда привозят много товаров.
При Хань Хэ-ди было несколько посольств из Индии. Около 160 года из Индии прибыло посольство, на этот раз через нынешний Вьетнам. Со времён Хань Мин-ди при дворе появился интерес к учению Будды. Лю Ин, ван Чу (楚王英), сын Хань Гуан У-ди, стал первым буддистом при китайском дворе. При Хань Хуань-ди буддизм стал распространяться и среди простолюдинов.

### Распад империи
Из двенадцати императоров Восточной Хань восемь взошли на престол ещё детьми, что обеспечивало нахождение власти в руках их матерей и прочих родственников. С правления Хэ-ди принято отсчитывать период династического упадка. Бразды правления государством вновь держали евнухи и иные приближённые, которые назначали и смещали монархов по своей воле.
В 184 году в стране вспыхнуло восстание жёлтых повязок. Сил для подавления восстания правительство не имело, поэтому созданием армий занялись наиболее могущественные аристократы. После подавления восстания реальная власть оказалась в руках командиров этих армий, между которыми развернулась борьба за престол.
В 196 году полководец Цао Цао уговорил императора Сянь-ди перебраться из разрушенной столицы Лояна в свою столицу Сюй в Инчуани. После этого Цао Цао фактически стал правителем Китая, сохраняя видимость правления династии Хань. Однако после смерти Цао Цао в 220 году его сын Цао Пэй вынудил императора Сянь-ди отречься от престола, дав ему титул Шаньянского гуна.
Цао Пи основал царство Вэй, с которой начался период Троецарствия в истории Китая.

## Политическая стратегия
Воинственные кочевники хунну, вели войны с империей Хань в течение 147 лет. После длительной борьбы вождь хунну Хуханье сдался императору Хань и согласился платить дань и оставить сына в заложники. Это привело к появлению специального подхода к обращению с варварами, который до сих пор применяется в Китае и является основной политической стратегией. В 199 году до н. э. ученый Лю Цзин впервые описал и обосновал набор практик по обращению с варварами, который включал в себя «коррупцию» и «индоктринацию».
Первым инструментом обустройства варваров, рекомендованным Лю Цзином, была «коррупция» или «привязанность» в экономическом смысле. Идея заключалась в том, чтобы сделать хуннов экономически зависимыми от Китая, предлагая им товары, такие как шелк и шерстяные ткани вместо их собственных грубых материалов. Кроме того, они предлагали поставлять другие товары, которые превосходили навыки кочевников, в обмен на услуги или в качестве налога, чтобы укрепить державу Хань.
Второй метод обращения с варварами, известный как «индоктринация», предполагал, что гуннам необходимо было принять авторитарную конфуцианскую систему ценностей и коллективистские нормы поведения Хань вместо степной системы ценностей, которая допускала добровольную присягу героическим и успешным в боях и походах лидерам кочевников. Преимущество этого метода заключалось в том, что после брака с дочерью императора, сын и наследник кагана морально обязывался подчиняться своему тестю, и это подчинение сохранялось, даже когда сам наследник становился каганом. Более значимое и долговременное воздействие этого метода заключалось в том, что политическая культура хуннов постепенно разрушалась полностью, а кочевники оказывались психологически и экономически зависимыми от влияния империи, которое благожелательно и дружественно направлялось на них, пока Хань была слабой. Затем, когда гунны стали вассалами, это влияние прекратилось.

## Культурный расцвет
Эпоха Хань была отмечена культурным и хозяйственным расцветом Китая. Ранняя Западная Хань одновременно использовала легизм, даосизм и конфуцианство при принятии государственных решений и формировании политики. Однако император У-ди сделал государственной идеологией конфуцианство. Он закрыл в 136 г. до н. э. все философские школы и кафедры (boshi 博士), не имевшие отношения к этому учению и покровительствовал конфуцианской академии Тай сюэ, которую он основал в 124 г. до н. э. В этот период развивалось китайское садовое искусство.

## Экономика

### Изменение в средствах денежного обращения

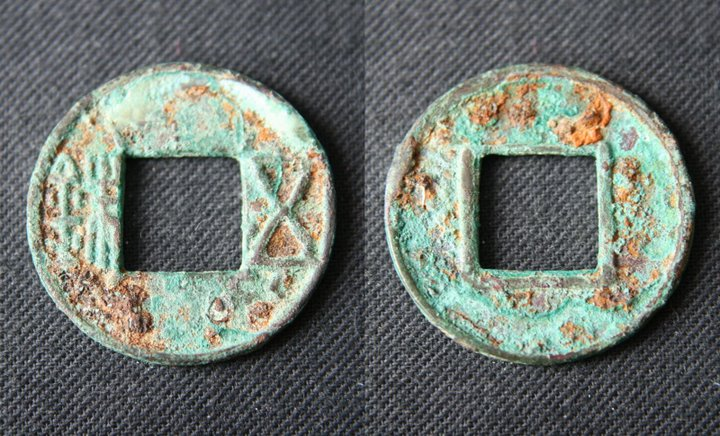
Монета учжу (五銖), выпущенная во времена правления императора У-ди) (годы правления 141-87 до нашей эры), 25,5 мм в диаметре

Династия Хань унаследовала от династии Цинь монеты бань лян (半兩, дословно «пол-ляна»). В начале царствования династии император Лю Бан закрыл государственный монетный двор и разрешил чеканку монет частным лицам. Его решение было отменено в 186 году до нашей эры его вдовой, императрицей Люй-хоу, которая запретила частную чеканку. В 182 году до н. э. Люй-хоу выпустила бронзовую монету, что была значительно легче, чем предыдущие. Это вызвало инфляцию, распространившуюся почти по всей стране, продолжавшуюся до 175 года до н. э., когда император Вэнь-ди разрешил частным чеканщикам делать монеты массой примерно 2,6 грамма.
В 144 году до н. э. император Цзин-ди вновь отменил частную чеканку в пользу центрального правительства и военачальников. Также он ввёл новый вид монеты. Император У-ди в 120 году до н. э. также выпускает новую монету, а год позже отменяет бань лян по всей стране, заменив её монетой учжу (五銖, дословно «пять чжу») весом 3,2 грамма. Эта монета становится китайским стандартом вплоть до воцарения династии Тан (619—907 года). Её использование несколько раз прерывалось на короткий срок из-за выпуска новых видов денег во времена правления Ван Мана, пока не было окончательно утверждено в 40 году императором Гуан У-ди.
Так как монеты, чеканившиеся частным образом военачальниками были зачастую плохого качества и меньше по массе, центральное правительство закрыло их чеканные дворы и монополизировало выпуск монет в 113 году до н. э. Выпуск монет правительством был пересмотрен Суперинтендантом водных путей и парков (англ.  Superintendent of Waterways and Parks), который передал эту прерогативу в руки Министерства финансов во времена Восточной Хань.

### Налогообложение и собственность
Кроме земельного налога, который землевладельцы платили в зависимости от их урожая, также население должно было платить подушный оклад и налог на собственность, выплачиваемые наличными. Годовая величина подушного оклада составляла для взрослых мужчин и женщин 120 монет, а для детей 20 монет. Торговцы были обязаны платить по более высокой ставке в 240 монет. Подушный оклад стимулировал монетизацию экономики, что повлекло выпуск более 28 миллиардов монет с периода 118 год до н. э. — 5 год н. э., то есть в среднем 220 миллионов монет в год.
Широкое обращение наличности в виде монет позволило успешным торговцам вкладывать деньги в покупку земель, обеспечивая тем самым развитие торгового класса, несмотря на одновременные попытки правительства поставить его представителей в жёсткие условия путём введения больших торговых и имущественных налогов. Император У-ди даже ввёл законы, которые запрещали зарегистрированным купцам владеть землёй, но крупные торговцы могли обойти регистрацию и владели большими земельными участками.
Большие массы крестьян, владевших небольшими участками, стали основным источником налогов династии Хань. Проблемы начались во второй половине Восточной Хань, когда многие крестьяне влезли в долги и были вынуждены работать на богатых землевладельцев. Правительство Хань предприняло реформы, чтобы освободить мелких землевладельцев от долгов и дать им возможность работать на собственных землях. Эти реформы включали в себя уменьшение налогов, временные освобождения от уплаты налогов, выдачу ссуд, а также обеспечение безземельных крестьян временным жильём и работой до выплаты долгов на специальных земельных участках, с которых они должны были отдавать половину урожая, а правительство обеспечивало их орудиями труда.
В 168 году ставка налога на землю была уменьшена с одной пятнадцатой части урожая до одной тридцатой, а позднее до одной сотой (в последние десятилетия династии Хань). Потери в поступающих средствах были компенсированы повышением налогов на собственность.
Трудовой налог принял форму воинской обязанности, которую надо было отбывать один месяц в год, для мужчин в возрасте от 15 до 56 лет. Во времена Восточной Хань можно было избежать службы путём уплаты замещающего налога, так как наёмный труд становился всё более популярным.

### Частные производства и государственные монополии

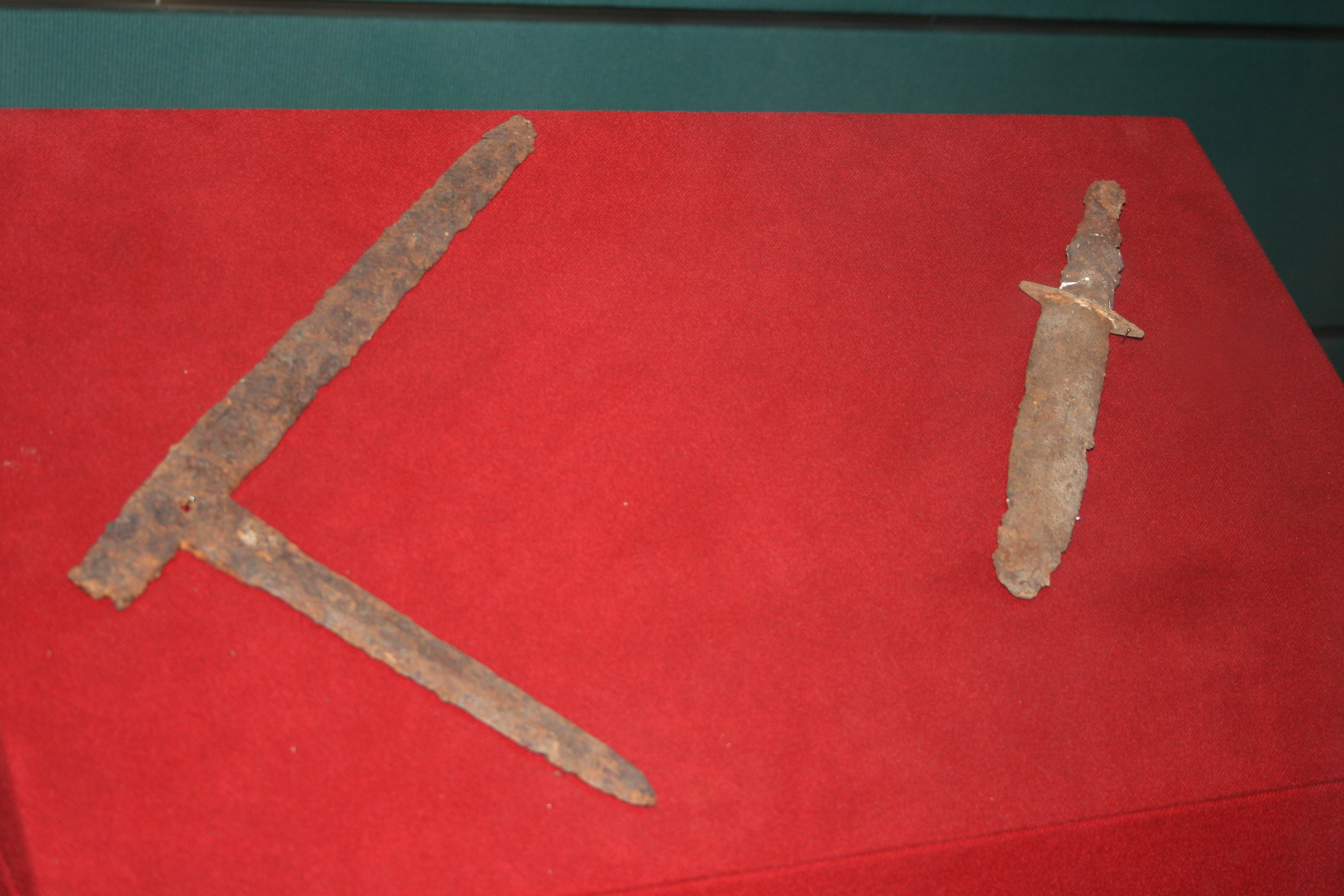
Китайская алебарда ji(戟) времён династии Хань и китайский железный меч.

Во времена ранней Западной Хань зажиточные производители, занимавшиеся металлом или соляным бизнесом, богатые торговцы, а также правители местного масштаба могли похвастаться накоплениями, сравнимыми по объёму с государственной казной, и количеством крестьян до тысячи душ. Из-за того, что многие крестьяне не работали на своих полях, правительство лишалось крупной части налоговых поступлений. Чтобы ограничить таких богачей, император У-ди национализировал соляную и металлургическую отрасли в 117 году до н. э., позволив при этом многим бывшим промышленникам стать официальными управляющими монополий. Во времена Восточной Хань центральное правительство отменило государственные монополии, отдав их военачальникам и местной администрации, а также частным предпринимателям.
Производство крепких спиртных напитков было ещё одной прибыльной отраслью частного бизнеса, которая была национализирована центральным правительством в 98 году. Однако эта монополия была отменена в 81 году и был введён налог в две монеты за каждые 0,2 литра продукции для частников. В 110 году до н. э. император У-ди был также замешан в деле прибыльной торговли алкоголем, когда осуществлял продажу государственных запасов зерна по ценам ниже, чем у торговцев. За исключением создания на короткий период во время правления императора Мин-ди Управления по ценовому регулированию и стабилизации в 68 году, регулирование цен центральным правительством практически не осуществлялось во времена Восточной Хань.

## Правители
| Посмертное имя                                                       | Личное имя                 | Годы правления                      | Девиз правления и годы |
| -------------------------------------------------------------------- | -------------------------- | ----------------------------------- | --- |
| Исторически наиболее употребительна форма 漢(Хань) + посмертное имя. |                            |                                     | |
| Западная Хань (西漢) 206 год до н. э. — 9 год н. э.                  |                            |                                     | |
| Гао-цзу 高祖 Gāozǔ                                                   | Лю Бан 劉邦 Liú Bāng       | 206 год до н. э. — 195 год до н. э. | отсутствует |
| (императрица Люй-хоу) 呂太后 Lü Taihou                               | Люй Чжи 呂雉 Lü Zhi        | 195 год до н. э. — 180 год до н. э. | отсутствует |
| Хуэй-ди 惠帝 Hùidì                                                   | Лю Ин 劉盈 Liú Yíng        | 195 год до н. э. — 188 год до н. э. | отсутствует |
| Шао-ди Гун 少帝 Shǎodì                                               | Лю Гун 劉恭 Liú Gōng       | 188 год до н. э. — 184 год до н. э. | отсутствует |
| Шао-ди Хун 少帝 Shǎodì                                               | Лю Хун 劉弘 Liú Hóng       | 184 год до н. э. — 180 год до н. э. | отсутствует |
| Вэнь-ди 文帝 Wéndì                                                   | Лю Хэн 劉恆 Liú Héng       | 179 год до н. э. — 157 год до н. э. | - Хоуюань (後元 Hòuyuán) 163 год до н. э. — 156 год до н. э. |
| Цзин-ди 景帝 Jǐngdì                                                  | Лю Ци 劉啟 Liú Qǐ          | 156 год до н. э. — 141 год до н. э. | - Чжунъюань (中元 Zhōngyuán) 149 год до н. э. — 143 год до н. э. - Хоуюань (後元 Hòuyuán) 143 год до н. э. — 141 год до н. э. |
| У-ди 武帝 Wǔdì                                                       | Лю Чэ 劉徹 Liú Chè         | 140 год до н. э. — 87 год до н. э.  | - Цзяньюань (建元 Jiànyuán) 140 год до н. э. — 135 год до н. э. - Юаньгуан (元光 Yuánguāng) 134 год до н. э. — 129 год до н. э. - Юаньшо (元朔 Yuánshuò) 128 год до н. э. — 123 год до н. э. - Юаньшоу (元狩 Yuánshòu) 122 год до н. э. — 117 год до н. э. - Юаньдин(元鼎 Yuándǐng) 116 год до н. э. — 111 год до н. э. - Юаньфэн (元封 Yuánfēng) 110 год до н. э. — 105 год до н. э. - Тайчу (太初 Tàichū) 104 год до н. э. — 101 год до н. э. - Тяньхань (天漢 Tiānhàn) 100 год до н. э. — 97 год до н. э. - Тайши (太始 Tàishǐ) 96 год до н. э. — 93 год до н. э. - Чжэнхэ (征和 Zhēnghé) 92 год до н. э. — 89 год до н. э. - Хоуюань (後元 Hòuyuán) 88 год до н. э. — 87 год до н. э. |
| Чжао-ди 昭帝 Zhāodì                                                  | Лю Фулин 劉弗陵 Liú Fúlíng | 86 год до н. э. — 74 год до н. э.   | - Шиюань (始元 Shǐyuán) 86 год до н. э. — 80 год до н. э. - Юаньфэн (元鳳 Yuánfèng) 80 год до н. э. — 75 год до н. э. - Юаньпин (元平 Yuánpíng) 74 год до н. э. |
| Чанъи-ван 昌邑王 Chāngyìwáng или Хайхунь-хоу 海昏侯 Hǎihūnhóu        | Лю Хэ 劉賀 Liú Hè          | 74 год до н. э.                     | - Юаньпин (元平 Yuánpíng) 74 год до н. э. |
| Сюань-ди 宣帝 Xuāndì                                                 | Лю Сюнь 劉詢 Liú Xún       | 73 год до н. э. — 49 год до н. э.   | - Бэньши (本始 Běnshǐ) 73 год до н. э. — 70 год до н. э. - Дицзе (地節 Dìjié) 69 год до н. э. — 66 год до н. э. - Юанькан (元康 Yuánkāng) 65 год до н. э. — 61 год до н. э. - Шэньцзюэ (神爵 Shénjué) 61 год до н. э. — 58 год до н. э. - Уфэн (五鳳 Wǔfèng) 57 год до н. э. — 54 год до н. э. - Ганьлу (甘露 Gānlù) 53 год до н. э. — 50 год до н. э. - Хуанлун (黃龍 Huánglóng) 49 год до н. э. |
| Юань-ди 元帝 Yuándì                                                  | Лю Ши 劉奭 Liú Shì         | 48 год до н. э. — 33 год до н. э.   | - Чуюань (初元 Chūyuán) 48 год до н. э. — 44 год до н. э. - Юнгуан (永光 Yǒngguāng) 43 год до н. э. — 39 год до н. э. - Цзяньчжао (建昭 Jiànzhāo) 38 год до н. э. — 34 год до н. э. - Цзиннин (竟寧 Jìngníng) 33 год до н. э. |
| Чэн-ди 成帝 Chéngdì                                                  | Лю Ао 劉驁 Liú Áo          | 32 год до н. э. — 7 год до н. э.    | - Цзяньши (建始 Jiànshǐ) 32 год до н. э. — 28 год до н. э. - Хэпин (河平 Hépíng) 28 год до н. э. — 25 год до н. э. - Яншо (陽朔 Yángshuò) 24 год до н. э. — 21 год до н. э. - Хунцзя (鴻嘉 Hóngjiā) 20 год до н. э. — 17 год до н. э. - Юнши (永始 Yǒngshǐ) 16 год до н. э. — 13 год до н. э. - Юаньянь (元延 Yuányán) 12 год до н. э. — 9 год до н. э. - Суйхэ (綏和 Suīhé) 8 год до н. э. — 7 год до н. э. |
| Ай-ди 哀帝 Āidì                                                      | Лю Синь 劉欣 Liú Xīn       | 6 год до н. э. — 1 год до н. э.     | - Цзяньпин (建平 Jiànpíng) 6 год до н. э. — 3 год до н. э. - Юаньшоу (元壽 Yuánshòu) 2 год до н. э. — 1 год до н. э. |
| Пин-ди 平帝 Píngdì                                                   | Лю Кань 劉衎 Liú Kàn       | 1 год до н. э. — 5 год              | - Юаньши (元始 Yuánshǐ) 1—5 годы |
| Жуцзы Ин 孺子嬰 Rúzǐ Yīng                                            | Лю Ин 劉嬰 Liú Yīng        | 6—8 годы                            | - Цзюйшэ (居攝 Jùshè) 6 — октябрь 8 года - Чуши (初始 Chūshǐ) ноябрь 8 год — декабрь 8 года |
| Династия Синь (新) (9—23 годы)                                       |                            |                                     | |
| Ван Ман (王莽 Wáng Mǎng)                                             | Ван Ман (王莽 Wáng Mǎng)   | 9—23 годы                           | - Шицзяньго (始建國 Shǐjiànguó) 9—13 годы - Тяньфэн (天鳳 Tiānfēng) 14—19 годы - Дихуан (地皇 Dìhuáng) 20—23 годы |
| Продолжение империи Хань                                             |                            |                                     | |
| Гэнши-ди 更始帝 Gēngshǐdì                                            | Лю Сюань 劉玄 Liú Xuán     | 23—25 годы                          | - Гэнши (更始 Gēngshǐ) 23—25 годы |
| Восточная Хань (東漢) 25—220 год                                     |                            |                                     | |
| Гуан У-ди 光武帝 Guāngwǔdì                                           | Лю Сю 劉秀 Liú Xiù         | 25—57 годы                          | - Цзяньу (建武 Jiànwǔ) 25—56 годы - Цзяньучжунъюань (建武中元 Jiànwǔzhongōyuán) 56—57 годы |
| Мин-ди 明帝 Míngdì                                                   | Лю Чжуан 劉莊 Liú Zhuāng   | 57—75 годы                          | - Юнпин (永平 Yǒngpíng) 58—75 годы |
| Чжан-ди 章帝 Zhāngdì                                                 | Лю Да 劉炟 Liú Dá          | 76—88 годы                          | - Цзяньчу (建初 Jiànchū) 76—84 годы - Юаньхэ (元和 Yuánhé) 84—87 годы - Чжанхэ (章和 Zhānghé) 87—88 годы |
| Хэ-ди 和帝 Hédì                                                      | Лю Чжао 劉肇 Liú Zhào      | 89—105 годы                         | - Юнъюань (永元 Yǒngyuán) 89—105 годы - Юаньсин (元興 Yuánxīng) 105 год |
| Шан-ди 殤帝 Shāngdì                                                  | Лю Лун 劉隆 Liú Lóng       | 106 год                             | - Яньпин (延平 Yánpíng) 9 месяцев в 106 год |
| Ань-ди 安帝 Āndì                                                     | Лю Ху 劉祜 Liú Hù          | 106—125 годы                        | - Юнчу (永初 Yǒngchū) 107—113 годы - Юаньчу (元初 Yuánchū) 114—120 годы - Юннин (永寧 Yǒngníng) 120—121 годы - Цзяньгуан (建光 Jiànguāng) 121—122 годы - Яньгуан (延光 Yánguāng) 122—125 годы |
| Шао-ди 少帝 Shǎodì или Бэйсян-хоу 北鄉侯 Běixiānghóu                 | Лю И 劉懿 Liú Yì           | 125 год                             | - Яньгуан (延光 Yánguāng) 125 год |
| Шунь-ди 順帝 Shùndì                                                  | Лю Бао 劉保 Liú Bǎo        | 125—144 годы                        | - Юнцзянь (永建 Yǒngjiàn) 126—132 годы - Янцзя (陽嘉 Yángjiā) 132—135 годы - Юнхэ (永和 Yǒnghé) 136—141 годы - Ханьань (漢安 Hàn'ān) 142—144 годы - Цзянькан (建康 Jiànkāng) 144 год |
| Чун-ди 沖帝 Chōngdì                                                  | Лю Бин 劉炳 Liú Bǐng       | 144—145 годы                        | - Юнси (永嘉 Yōngxī) 145 год |
| Чжи-ди 質帝 Zhídì                                                    | Лю Цзуань 劉纘 Liú Zuǎn    | 145—146 годы                        | - Бэньчу (本初 Běnchū) 146 год |
| Хуань-ди 桓帝 Huándì                                                 | Лю Чжи 劉志 Liú Zhì        | 146—168 годы                        | - Цзяньхэ (建和 Jiànhé) 147—149 годы - Хэпин (和平 Hépíng) 150 год - Юаньцзя (元嘉 Yuánjiā) 151—153 годы - Юнсин (永興 Yǒngxīng) 153—154 годы - Юншоу (永壽 Yǒngshòu) 155—158 годы - Яньси (延熹 Yánxī) 158—167 годы - Юнкан (永康 Yǒngkāng) 167 год |
| Лин-ди 靈帝 Língdì                                                   | Лю Хун 劉宏 Liú Hóng       | 168—189 годы                        | - Цзяньнин (建寧 Jiànníng) 168—172 годы - Сипин (熹平 Xīpíng) 172—178 годы - Гуанхэ (光和 Guānghé) 178—184 годы - Чжунпин (中平 Zhōngpíng) 184—189 годы |
| Шао-ди 少帝 Shǎodì или Хуннун-ван 弘農王 Hóngnóngwáng                | Лю Бянь 劉辯 Liú Biàn      | 189 год                             | - Гуанси (光熹 Guāngxī) 189 год - Чжаонин (昭寧 Zhàoníng) 189 год |
| Сянь-ди 獻帝 Xiàndì                                                  | Лю Се 劉協 Liú Xié         | 189—220 годы                        | - Юнхань (永漢 Yǒnghàn) 189 год - Чжунпин (中平 Zhōngpíng) 189 год - Чупин (初平 Chūpíng) 190—193 годы - Синпин (興平 Xīngpíng) 194—195 годы - Цзяньань (建安 Jiàn'ān) 196—220 годы - Янькан (延康 Yánkāng) 220 год |